# Ian Lawson
Frederick Ian Allison Lawson (Ouston, 24 marzo 1939 – Contea di Durham, 10 febbraio 2024) è stato un calciatore inglese, di ruolo attaccante.

## Carriera
Giocò 26 partite nella prima divisione inglese (23 con il Burnley e 3 con il Leeds Utd) segnandovi 7 gol, e 58 partite nella seconda divisione inglese (41 con il Leeds e 17 con il Crystal Palace), segnandovi 23 gol. Nella stagione 1959-1960 vinse il campionato inglese on il Burnley, contribuendo a tale successo con 3 reti in 8 presenze. Chiuse la carriera giocando per due anni in Fourth Division (la quarta divisione inglese) con Port Vale e Barnsley.

## Palmarès

### Club

#### Competizioni nazionali
- Campionato inglese: 1

Burnley: 1959-1960
- Charity Shield: 1

Burnley: 1960
- Campionato inglese di seconda divisione: 1

Leeds Utd: 1963-1964